# Pseudobonzia delfinadobakerae
Pseudobonzia delfinadobakerae är en spindeldjursart som beskrevs av Frank Jason Smiley 1992. Pseudobonzia delfinadobakerae ingår i släktet Pseudobonzia och familjen Cunaxidae. Inga underarter finns listade i Catalogue of Life.